# Темискаминг (Квебек)
Темискаминг (фр. Témiscaming) је град у Канади у покрајини Квебек. Према резултатима пописа 2011. у граду је живело 2.385 становника.

## Становништво
Према резултатима пописа становништва из 2011. у граду је живело 2.385 становника, што је за 11,6% мање у односу на попис из 2006. када је регистровано 2.697 житеља.
| 2006. | 2011. |
| ----- | ----- |
| 2.697 | 2.385 |